# The Perfect Cult
The Perfect Cult — четвёртый студийный альбом шведской индастриал-метал-группы Deathstars, выпущенный в 2014 году на лейбле Nuclear Blast.

## Об альбоме
В интервью журналу New Noise фронтмена Андреаса Берга (Whiplasher Bernadotte) спросили, что в этот раз группа сделала по-другому в этом альбоме. Bernadotte ответил: «Я думаю, что это самый сильный альбом на сегодняшний день. Он отличается во многих отношениях, например, он не такой открытый, как предыдущие. На этот раз он более личный. Частный. Это не темнота на вечеринке, это больше личная темнота. Также он больше ориентирован на синтезаторный звук и имеет более медленный темп на протяжении всего материала. Он превосходен в том, что касается мелодий и продакшна». Музыку он описал как «европейский аудиосекс». Bernadotte также пояснил, что некоторые песни были «написаны всего за несколько месяцев до того, как мы вошли в студию», тогда как другие «были готовы уже нескольких лет».

## Список композиций
Все тексты написаны Whiplasher Bernadotte.
| №                   | Название                 | Длительность |
| ------------------- | ------------------------ | ------------ |
| 1.                  | «Explode»                | 4:56         |
| 2.                  | «Fire Galore»            | 4:08         |
| 3.                  | «All the Devil’s Toys»   | 3:59         |
| 4.                  | «Ghost Reviver»          | 3:42         |
| 5.                  | «The Perfect Cult»       | 4:02         |
| 6.                  | «Asphalt Wings»          | 4:48         |
| 7.                  | «Bodies»                 | 4:37         |
| 8.                  | «Temple of the Insects»  | 3:52         |
| 9.                  | «Track, Crush & Prevail» | 4:04         |
| 10.                 | «Noise Cuts»             | 4:13         |
| Общая длительность: | Общая длительность:      | 42:21        |

| №   | Название                               | Длительность |
| --- | -------------------------------------- | ------------ |
| 11. | «All The Devil’s Toys» (8-bit version) | 3:04         |
| 12. | «Explode» (Remix)                      | 5:31         |
| 13. | «Temple Of The Insects» (Remix)        | 3:42         |

1. All the Devil’s Toys (8-bit version by Skinny)
2. Explode (remix by Dope Stars Inc.)
3. Temple of the Insects (remix by Hacking the Wave)
4. Explode (Instrumental)
5. Fire Galore (Instrumental)
6. All the Devil’s Toys (Instrumental)
7. Ghost Reviver (Instrumental)
8. The Perfect Cult (Instrumental)
9. Asphalt Wings (Instrumental)
10. Bodies (Instrumental)
11. Temple of the Insects (Instrumental)
12. Track Crush Prevail (Instrumental)
13. Noise Cuts (Instrumental)

### Участники записи
- Андреас Берг (Whiplasher Bernadotte) — вокал
- Эмиль Нёдтвейдт (Nightmare Industries) — гитара и клавишные
- Юнас Кангур (Skinny Disco) — бас-гитара и бэк-вокал
- Оскар Леандер (Vice) — ударные